# Simone Romagnoli
Pour les articles homonymes, voir Romagnoli.
Simone Romagnoli, né le 9 février 1990 à Crémone, est un footballeur italien évoluant au poste de défenseur à l'UC Sampdoria, en prêt du Frosinone Calcio.

## Biographie

### En club
Formé à l'US Cremonese, Simone Romagnoli est recruté par l'AC Milan à l'âge de 17 ans. Il remporte la coupe d'Italie primavera en 2010 avec les Rossoneri[réf. nécessaire]. Il est présent sur le banc milanais le 24 avril 2010 lors de la 35e journée de Série A face à l'US Palerme, mais il n'entre pas en jeu (défaite 3-1).
Il est prêté en Lega Pro Prima Divisione à l'US Foggia lors de l'été 2010. Il fait sa première apparition sous ses nouvelles couleurs en coupe d'Italie Lega Pro le 14 août 2010 face à L'Aquila Calcio (victoire 1-2)[réf. nécessaire]. Le défenseur débute en championnat le 22 août 2010 lors de la première journée face à la SS Cavese, en tant que titulaire, et inscrit le premier but de sa carrière (victoire 0-3). Il fait 26 apparitions toutes compétitions confondues cette saison, inscrivant 3 buts.
La saison suivante, Simone Romagnoli est acheté en copropriété par le Delfino Pescara qui évolue en Série B. Il débute le 14 août 2011 avec son nouveau club en coupe d'Italie contre l'US Triestina en tant que titulaire (match nul 2-2, défaite aux tirs au but). Il est titularisé par Zdeněk Zeman le 26 août 2011 lors de la première journée de championnat face au Hellas Vérone, et fait ainsi ses débuts en championnat avec le club abruzze (victoire 1-2). En fin de saison, le Delfino Pescara est sacré champion de Série B et est ainsi promu en Série A, sur le plan personnel il apparaît 29 fois toutes compétitions confondues.
Le 26 août 2012, il est titularisé face à l'Inter Milan lors de la première journée de championnat et fait ainsi ses débuts en Série A (défaite 0-3). En janvier 2013, il est prêté pour le reste de la saison à Spezia Calcio 1906.

### En sélection
Le 28 mai 2012, Simone Romagnoli est appelé en équipe d'Italie espoirs par Ciro Ferrara afin d'affronter l'Irlande le 4 juin 2012 lors d'un match comptant pour les éliminatoires à l'Euro espoirs 2013, il fête alors sa première sélection en remplaçant Alberto Paloschi dans les arrêts de jeu (match nul 2-2).

## Palmarès
| AC Milan - Coupe d'Italie Primavera - Vainqueur : 2010. |  | Delfino Pescara - Série B - Champion : 2012. |

## Statistiques
| Saison                | Club                  | Championnat           | Championnat | Championnat | Coupe(s) nationale(s) | Coupe(s) nationale(s) | Total | Total |
| Saison                | Club                  | Division              | M.          | B.          | M.                    | B.                    | M.    | B.    |
| 2010-2011             | US Foggia (prêt)      | Lega Pro Prima        | 23          | 3           | 3                     | 0                     | 26    | 3     |
| 2011-2012             | Delfino Pescara       | Serie B               | 28          | 0           | 1                     | 0                     | 29    | 0     |
| 2012-2013             | Delfino Pescara       | Serie A               | 7           | 0           | 1                     | 0                     | 8     | 0     |
| 2012-2013             | Spezia Calcio (prêt)  | Serie B               | 14          | 0           | -                     | -                     | 14    | 0     |
| 2013-2014             | Carpi FC              | Serie B               | 31          | 2           | 1                     | 0                     | 32    | 2     |
| 2014-2015             | Carpi FC              | Serie B               | 32          | 3           | 1                     | 0                     | 33    | 3     |
| 2015-2016             | Carpi FC              | Serie A               | 30          | 0           | 3                     | 0                     | 33    | 0     |
| Total sur la carrière | Total sur la carrière | Total sur la carrière | 165         | 8           | 10                    | 0                     | 175   | 8     |